# Politique-fiction
Vous pouvez partager vos connaissances en l’améliorant (comment ?) selon les recommandations des projets correspondants.
La politique-fiction est un genre littéraire ou cinématographique qui met en scène un ou plusieurs épisodes politiques fictionnels dans un pays réel.

## Exemples de politique-fiction

### Films
- Monsieur Smith au Sénat, film américain de 1939 avec James Stewart et Jean Arthur.
- Le Président, film français de 1961 avec Jean Gabin et Bernard Blier.
- Président, film français de 2006 avec Albert Dupontel et Jérémie Renier.
- Féroce, film de 2002 de Gilles de Maistre avec Samy Naceri, Claire Keim, Elsa Zylberstein, Jean-Marc Thibault, Bernard Le Coq et François Berléand.
- L'Exercice de l'État, film franco-belge de 2011 avec Michel Blanc.
- Les Marches du pouvoir, film américain de 2011 réalisé par George Clooney
- Swing Vote : La Voix du cœur (Swing Vote), film américain avec Kevin Costner.
- Gaz de France, film français de 2015 réalisé par Benoît Forgeard.
- Chez nous, film franco-belge de Lucas Belvaux, sorti en 2017.

### Séries-télévisées et téléfilms
- À la Maison-Blanche, série-télévisée américaine diffusée entre 1999 et 2005.
- Commander in Chief, série télévisée américaine diffusée entre 2005 et 2006.
- L'État de Grace, mini-série française de 2006.
- Borgen, une femme au pouvoir, série danoise diffusée entre 2010 et 2013.
- Les Hordes (mini-série, 1990), une mini-série d'anticipation.
- Boss, série télévisée américaine diffusée entre 2011 et 2012.
- Veep, série-télévisée américaine diffusée depuis 2012.
- Les Hommes de l'ombre, série télévisée française diffusée en 2012.
- Scandal, série-télévisée américaine depuis 2012.
- House of Cards, série-télévisée américaine depuis 2013.
- Baron noir, série télévisée française depuis 2016.
- Marseille, série télévisée française en 2016.
- Designated Survivor, série télévisée américaine depuis 2016.

### Littérature
Plusieurs des écrits sont des cas d'uchronies. Dans le cadre de la fanfiction, le genre est appelé political RPF.
- 43* When Gore Beat Bush, roman de Jeff Greenfield (en) en 2012 où il imagine un Al Gore qui gagne lors de la présidentielle américaine en 2000[1].
- Soumission, roman de Michel Houellebecq paru en janvier 2015.
- La Tentation de la défaite, roman d'Antoine Vitkine paru en octobre 2006.
- Une élection ordinaire, de Geoffroy Lejeune, qui imagine la candidature d'Éric Zemmour à l'élection présidentielle française de 2017[2].
- L'Emprise, trilogie de Marc Dugain constituée de L'Emprise, paru en 2014 Quinquennat, paru en 2015 et d'un troisième tome à venir. Cette trilogie raconte l'histoire d'un homme politique qui devient tour à tour candidat à la Présidence de la République, puis Président et qui nous plonge dans les arcanes de la politique française des années 2010.
- La Présidente, bande dessinée de l'historien François Durpaire, dessinée en noir et blanc par Farid Boudjellal, qui dépeint le septennat de Marine Le Pen après son élection à la présidence de la République française en 2017[3],[4].
- John Feffer (en) (1944-), Zones de divergence (titre original : Splinterlands, 2016, Chicago), 2017, éditions Inculte, 2017  (ISBN 979-10-9508642-0), roman annonciateur de nouveaux temps en 2020 et revisité en 2050[5],[6],[7].
- Rouge Impératrice (2019, Léonora Miano)